# Sinopoda campanacea
Sinopoda campanacea är en spindelart som först beskrevs av Wang 1990.  Sinopoda campanacea ingår i släktet Sinopoda och familjen jättekrabbspindlar. Inga underarter finns listade i Catalogue of Life.